# Sam Malcolmson
Samuel "Sam" A. Malcolmson (2 de abril de 1947 – 18 de setembro de 2024) foi um futebolista escocês naturalizado neozelandês, que atuava como defensor.

## Carreira
Sam Malcolmson fez parte do elenco da histórica Seleção Neozelandesa de Futebol da Copa do Mundo de 1982.

## Morte
Malcolmson morreu em 18 de setembro de 2024, aos 77 anos.